# Abraham Bloteling

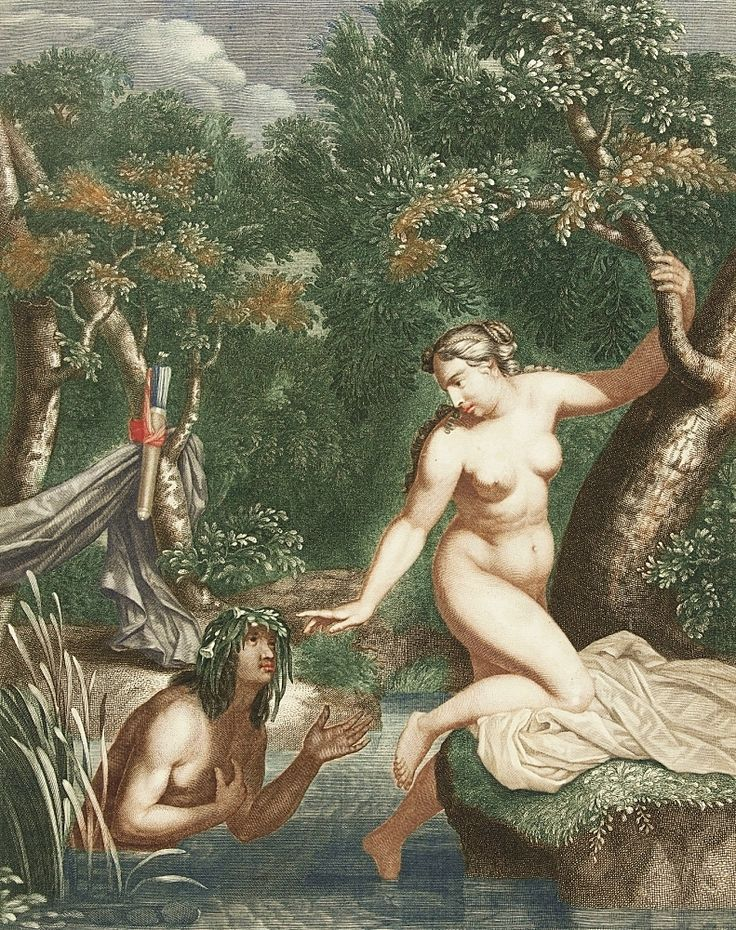
Alpheus and Arethusa (gravure van Bloteling naar een schilderij van Jan van Neck)

Abraham Bloteling (ook Blooteling) (Amsterdam, gedoopt 2 december 1640 – aldaar begraven  op 20 januari 1690 in de Nieuwezijds Kapel) was een Nederlands tekenaar, etser en graveur.

## Leven en werk
Bloteling werd in 1640 in Amsterdam geboren als zoon van de uit Delft afkomstige Abraham Bloteling van Delft en Geertruyt Jacobs van Oosterwijck. Hij was een leerling van de prentkunstenaar Cornelis van Dalen bij wie hij in huis woonde en wiens bezit hij in 1665 erfde. Van Dalen had hem in 1664 bij testament tot universeel erfgenaam benoemd. In de periode tussen 1672 en 1678 was Bloteling, samen met zijn zwager Gerard Valck, werkzaam in Engeland. Hij was uitgenodigd door David Loggan om naar Engeland te komen alwaar zijn werk zeer werd gewaardeerd. Ook in Holland stond hij als graveur goed bekend. Bekend werden zijn prenten waarbij hij gebruik maakte van mezzotinten. Een kunstvorm die ook wel zwarte kunst werd genoemd. Voor het vervolmaken van deze kunstvorm vervaardigde hijzelf gereedschappen. Veel werk van Bloteling bevindt zich in de collectie van het Rijksmuseum Amsterdam. Onder deze werken bevinden zich de portretten van verschillende admiraals uit de 17e eeuw, zoals Johan Evertsen, Michiel de Ruyter en Witte de With. Hij was de leermeester van kunstenaars als Johannes van Munnickhuysen en Abraham Meindertsz. van der Wenne.
Bloteling overleed ongehuwd in januari 1690 op 49-jarige leeftijd in een huis op de Prinsengracht in Amsterdam.
- Biblioteca Nacional de España: XX1307253
- Bibliothèque nationale de France: cb149654882 (data)
- Biografisch Portaal: 10668622
- Digitale Bibliotheek voor de Nederlandse Letteren: blot003
- Stuttgart Database of Scientific Illustrators 1450–1950: 1157
- Gemeinsame Normdatei: 129685844
- International Standard Name Identifier: 0000 0001 2129 9660
- KulturNav: 36671e04-f153-4116-a12c-3a647a509b86
- Library of Congress Control Number: n81073165
- National Gallery of Victoria: 3354
- Nationale Bibliotheek van Tsjechië: xx0217571
- Nationale Bibliotheek van Israël: 987007507964205171
- Nationale Bibliotheek van Polen: a0000002166551
- Nederlandse Thesaurus van Auteursnamen: 110269241
- RKD-Nederlands Instituut voor Kunstgeschiedenis: 9357
- Istituto Centrale per il Catalogo Unico: BVEV068211
- Système universitaire de documentation: 063238373
- Museum of New Zealand Te Papa Tongarewa: 232
- Union List of Artist Names: 500019203
- Virtual International Authority File: 42112130
- WorldCat: E39PBJmtCkG6rm9x4BYb7kcByd

̼